# Carol Skelton
Carol Skelton (* 12. Dezember 1945 in Biggar, Saskatchewan) ist eine ehemalige kanadische Politikerin der Konservativen Partei Kanadas.

## Leben
Skelton war als Landwirtin und Viehzüchterin tätig und wurde als Kandidatin der Kanadischen Allianz 2000 erstmals zum Mitglied in das Kanadische Unterhaus gewählt. Sie vertrat in diesem, nunmehr für die Konservative Partei Kanadas, bis September 2008 den Wahlkreis Saskatoon-Rosetown-Biggar. Zwischen April 2002 und Juni 2003 war sie stellvertretende Vorsitzende der Fraktion ihrer Partei sowie zugleich stellvertretende Oppositionsführerin im Unterhaus.
Am 6. Februar 2006 ernannte Premierminister Stephen Harper Skelton zur Ministerin für Nationale Einkünfte in seinem Kabinett. Sie übte dieses Amt bis zum 13. August 2007 aus. Zugleich war sie vom 6. Februar 2006 bis 3. Januar 2007 auch Ministerin für wirtschaftliche Diversifikation des Westens.
Carol Skelton engagiert sich außerdem für die 1902 gegründete Organisation Head, Heart, Hands and Health (4-H-Club).